# عبدالکریم دانته
عبدالکریم دانته (انگلیسی: Abdoul Karim Danté؛ زادهٔ ۲۹ اکتبر ۱۹۹۸) بازیکن فوتبال اهل مالی است.
از باشگاه‌هایی که در آن بازی کرده است می‌توان به باشگاه فوتبال آر.دابلیو.دی. مولنبیک (۲۰۱۵) و باشگاه فوتبال اندرلشت اشاره کرد.
وی همچنین در تیم‌های ملی فوتبال زیر ۱۷ سال مالی و مالی بازی کرده است.